# MS-20 Daglezja

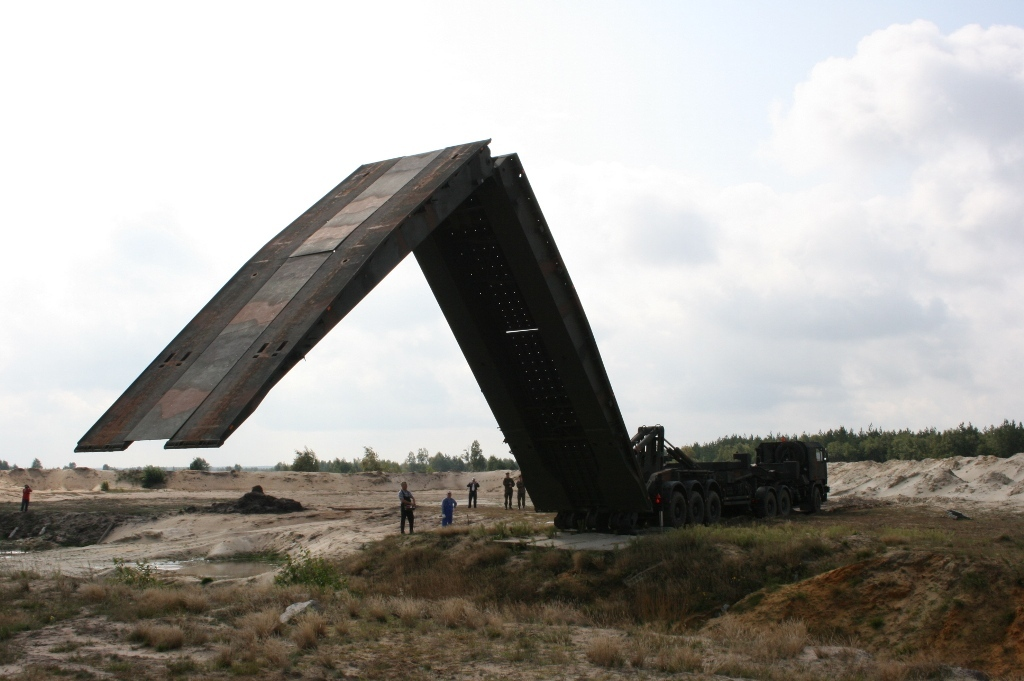
Мостоукладальник MS-20 розгортається

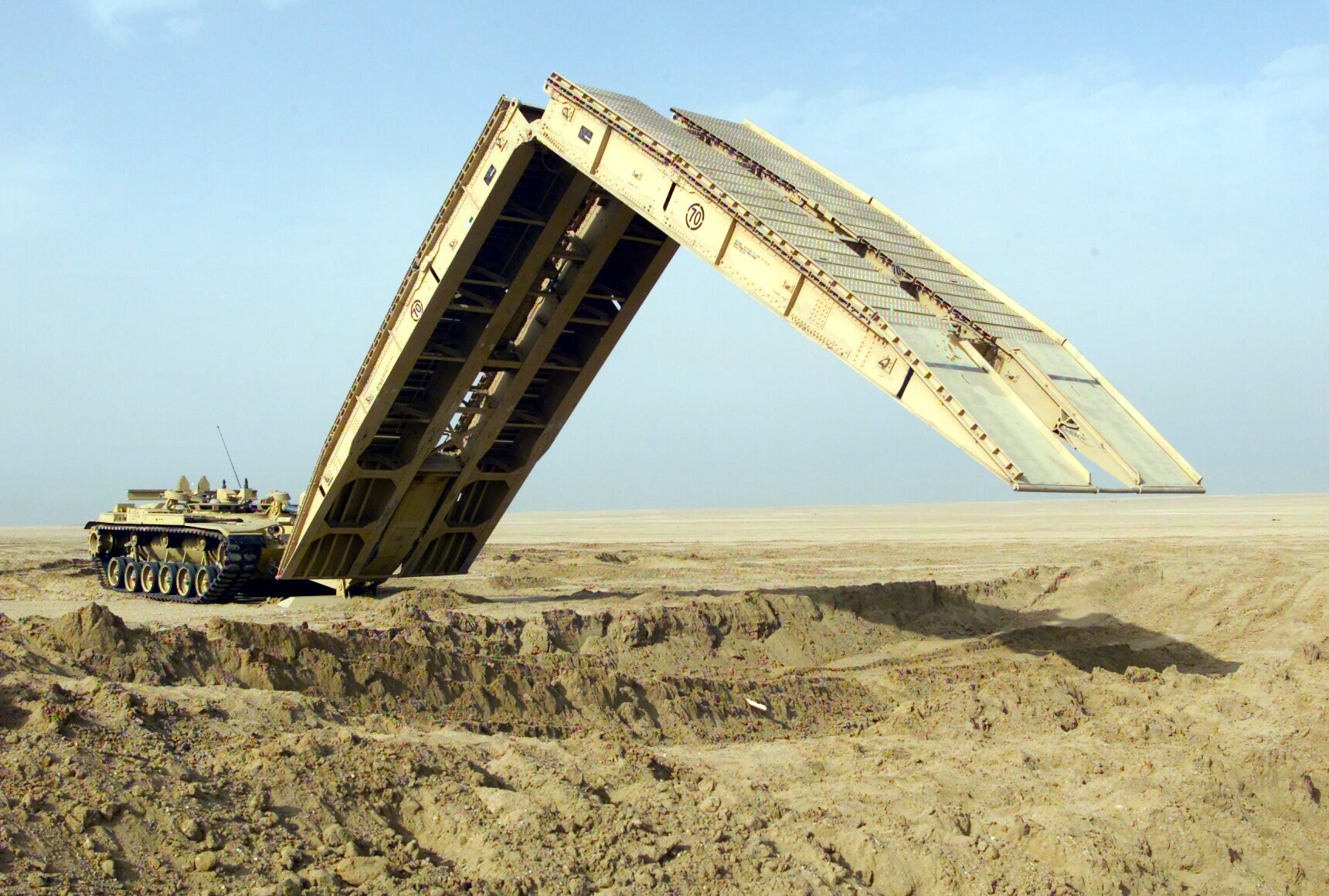
M60A1 AVLB встановлює міст. Кувейт. 2003

MS-20 Daglezja — польський танковий мостоукладальник на колісному шасі (Jelcz C662). З 2012 року використовується Військом Польським.

## Історія
Програма «Daglezja» розпочалася у 2002 році, коли «OBRUM» розпочав розробку тактико-технічних припущень для сучасного автомобільного мосту, встановленого на замовлення Департаменту оборонної політики Міністерство національної оборони Польщі. Дослідно-конструкторські роботи були розпочаті в 2003 році, а в 2004 році створено модель мосту та перший прототип (2005). Через незабезпечення передбачуваної ваги комплекту та надійності комплекту робота над програмою була припинена. Тому «ОБРУМ» за власні кошти у 2008 році виготовив другий, повністю перебудований прототип. Після успішного проходження випробувань у 2010 році Департамент оборонної політики Міноборони уклав договір з ОБРУМом на виконання впроваджувальних робіт, кульмінацією яких стала поставка в армію двох машин партії впровадження.
Перший міст був прийнятий 20 листопада 2012 року і відправився до Навчального центру інженерно-хімічних військ у Вроцлаві, а другий був зданий 10 грудня 2012 року. Зрештою, другий примірник того ж року був доставлений до 2-го саперного батальйону в Старгарді. Після двох мостів реалізаційної серії у 2017 році було поставлено 10 серійних мостів.
У 2021 році в результаті угоди, укладеної в 2018 році, в'єтнамській армії було поставлено чотири мости МС-20, модифіковані з урахуванням місцевих умов.
На базі супутнього мосту будується все сімейство мостів, в т.ч. штурмовий міст на гусеничному шасі МГ-20 «Daglezja-Г» (на шасі танка Т-72 розширене до 14 коліс); Опорний міст МС-40 (забезпечує подолання перешкод шириною до 40 м) та понтонний міст Даглежа-П. Прототип штурмового моста був створений у 2011 році. Після випробувань у 2018 році прототип планували перевести на серійний еталон і створити другий екземпляр.

## Конструкція
MS-20 Daglezja — супровідний міст на колісному шасі. Увесь комплект складається з: тягача Jelcz C662D.43-M у конфігурації 6×6, мостового напівпричепа, мостового шару та прольоту ПМ-20. Проліт ПМ-20 виконаний таким чином, що можна змінювати його ширину, в транспортному положенні 3 м, а в робочому 4 м. Крім того, проліт має заповнення між балками, що дозволяє , наприклад, проходження людей.
Міст дозволяє забезпечувати переїзди або долати перешкоди шириною до 20 м гусеничним транспортом з вантажем класу MLC70 (це відповідає масі транспортного засобу до 63,5 тонн) і колісним транспортом або їх комбінаціями з вантажем класу MLC110. (вага до 73 тонн).

### Технічні дані
- ширина прольоту:
  - 3 м (у транспортному стані)
  - 4 м (в робочому стані)
- Вага прольоту: 15 тонн
- довжина прольоту: 23 м (25,5 м - з пандусами)
- вантажопідйомність (за стандартом НАТО 2021):
  - 70MLC для гусеничної техніки
  - 110MLC для колісних транспортних засобів